# Olympic Aviation
L'Olympic Aviation è stata una sussidiaria della compagnia di bandiera greca Olympic Airways.

## Storia
Olympic Aviation fu costituita il 1° agosto 1971, quando l'Olympic Airways era ancora di proprietà di Aristotele Onassis e di suo figlio Alexander. Fino ad allora era stata conosciuta come "Divisione per velivoli leggeri ed elicotteri". Lo scopo principale di Olympic Aviation era quello di collegare tutte le isole greche alla terraferma. Per questo utilizzava principalmente piccoli aerei a turboelica, che potevano atterrare in ogni aeroporto della Grecia:  Britten Norman BN 2, Dornier 228, Shorts SC-7. La società ebbe un ruolo significativo per la compagnia madre collegando la maggior parte delle destinazioni interne ai principali nodi di traffico. A questo contribuì anche l'inizio dei collegamenti regolari di linea nel gennaio 1992. Di conseguenza furono inserite in flotta macchine sempre più capienti: Shorts 330, ATR 42, ATR 72 e poi anche i bireattori Boeing 717 (ex DC 9). La compagnia fu anche responsabile dei voli charter nell'Olympic Airways Group of Companies, fino alla creazione di Macedonian Airlines.
Nel dicembre 2003, così come la maggior parte delle società del gruppo Olympic Airways, entrò a far parte di una nuova società denominata Olympic Airways - Services SA. Olympic Aviation continuò ad operare principalmente voli charter con elicotteri, nell'ambito della gestione Olympic Airways - Services. La flotta di aerei turboelica e jet, così come quella di Olympic Airways e Macedonian Airlines, fu successivamente integrata nella nuova aerolinea Olympic Airlines.

### L'accademia di volo
L'accademia di volo operava sotto la supervisione di Olympic Aviation ed era stata creata nel 1970 da Alexander Onassis. Questa scuola di volo aveva acquistato simulatori di volo per addestrare i futuri piloti di ATR-42/72 e di Boeing 737-200/300/400.
Nel dicembre 2003 l'accademia di volo, così come la maggior parte delle società del gruppo Olympic Airways, entrò a far parte di una nuova società denominata Olympic Airways - Services SA. 

## Flotta

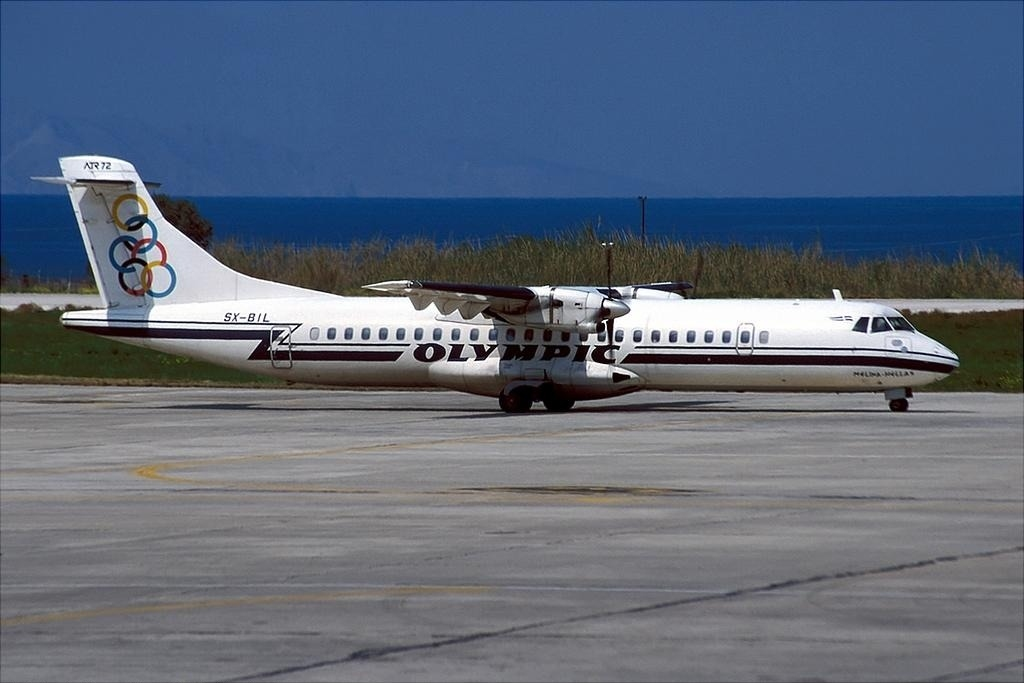
Un ATR 72 di Olympic Aviation.

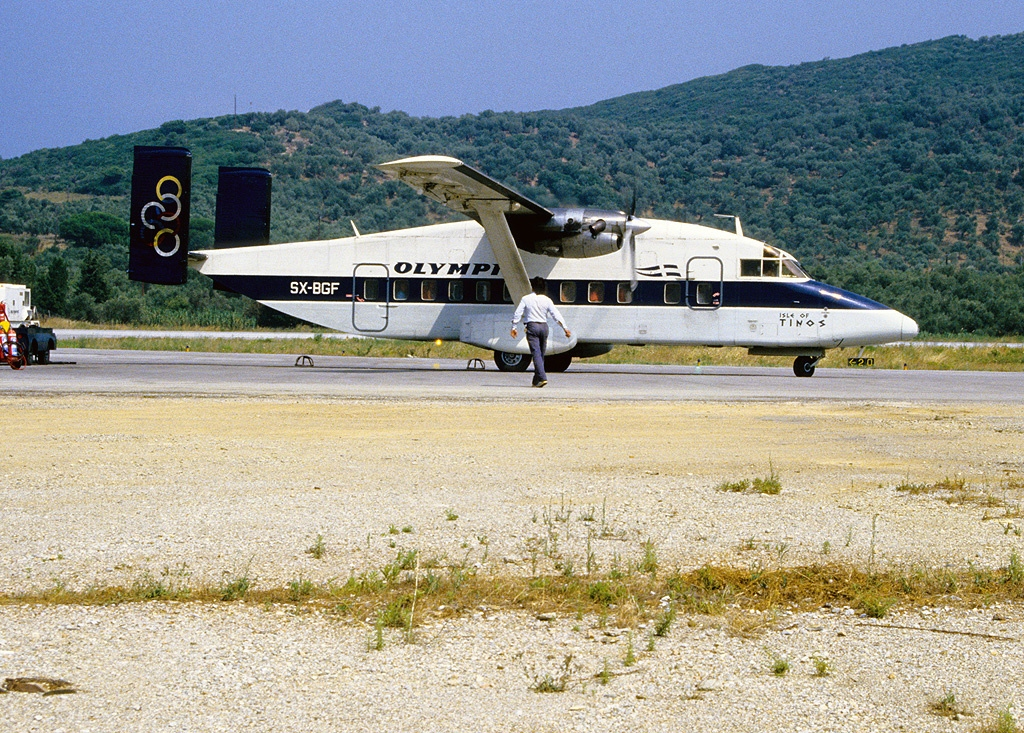
Uno Short 330 di Olympic Aviation a Skiathos nel 1986.

### Flotta cogestita con Olympic Airways
- ATR 42 (dal 1990)
- ATR 72 (dal 1989)
- Boeing 717-200 (dal 2000)
- Cessna 152
- de Havilland Canada Dash 8-100 (dal 2003)
- Piper Cherokee F
- Piper Seminole

I tre Boeing 717 erano stati noleggiati per effettuare alcuni dei voli europei, con base nell'aeroporto Makedonia di Salonicco. Poco dopo il ritiro dei Boeing 737-200 da parte di Olympic Airways, quest'ultima iniziò a servirsi dei 717 per le rotte interne.

### Flotta storica
- Cessna 150K Aerobat (1970-1973)
- Dornier 228 (1983-2003)
- Piper Aztec D (1968-1992)
- Piper Cherokee E (1972-1973)
- Piper Cherokee B (1969-1973)
- Piper Navajo (1968-1973)
- Short Skyvan (1970-1990)
- Short 330-200 (1980-1992)

## Incidenti
- 3 agosto 1989: uno Short 330 di Olympic Aviation, operante come volo Olympic Aviation 545, sbatté contro il Monte Kerkis, avvolto dalle nuvole, sull'isola di Samo, in Grecia, durante un tentativo di atterraggio. Perirono tutti i 3 membri dell'equipaggio e i 31 passeggeri.[2]